# Lion (cacciatorpediniere)
Il Lion è stato un cacciatorpediniere della Marine nationale, appartenente alla classe Guépard.

## Storia
Fu completato nel 1931.
Il 27 novembre 1942, in seguito all'occupazione tedesca dei territori della Francia di Vichy, si autoaffondò a Tolone insieme al resto della flotta francese per evitare la cattura. Solo i fumaioli, gli alberi e parte della sovrastruttura prodiera rimasero emergenti dall'acqua.
Fu tuttavia giudicato riparabile e fu quindi riportato a galla. Trainato in un porto ligure, fu sottoposto a lavori di ricostruzione; il 19 gennaio 1943 fu incorporato nella Regia Marina ricevendo il nominativo di FR 21. Durante i lavori di ripristino furono eliminati 4 dei 6 tubi lanciasiluri e fu invece incrementato l'armamento antiaereo, sostituendo le quattro mitragliere da 13,2 mm con altrettante da 20/65 mm.
Fu uno dei soli quattro cacciatorpediniere ex francesi incorporati nella Regia Marina a tornare effettivamente in servizio, a partire dalla primavera del 1943. Al comando della nave fu destinato il capitano di vascello Nicola Bedeschi.
Svolse un servizio piuttosto breve, venendo impiegato in missioni di trasporto veloce di truppe.
L'armistizio lo sorprese di nuovo ai lavori a La Spezia; non potendo salpare, si autoaffondò in quel porto il 9 settembre 1943, per evitare la cattura da parte tedesca.